# Вертикальное электрическое зондирование

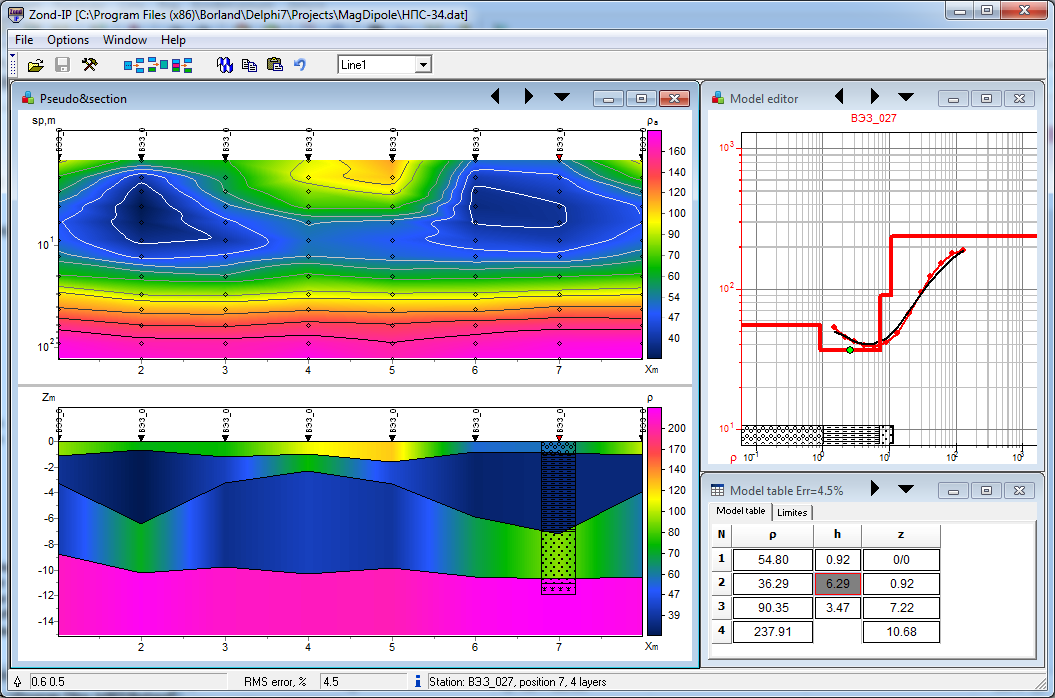
Профильная интерпретация данных вертикальных электрических зондирований

Вертикальное электрическое зондирование (ВЭЗ) — метод разведочной геофизики. Относится к электроразведке, входит в группу методов  сопротивления (постоянного тока). Как правило, метод реализуется классической симметричной четырехэлектродной установкой Шлюмберже (AMNB), состоящей из 4 гальванически заземлённых металлических штырей — электродов, реже комбинированной трёхэлектродной установкой Шлюмберже (AMN + MNB). Электрическое поле создаётся в питающей линии, состоящей из 2 питающих электродов (A,B), подключенных к генератору постоянного или низкочастотного электрического тока.  Два электрода приёмной линии (M, N) используются для измерения разности потенциалов вторичного электрического поля изучаемой геологической среды. В методе используется геометрический принцип зондирования — глубина проникновения поля постоянного тока зависит от расстояния (разноса) между питающим и приёмным электродом (AM или BN).
Вертикальное зондирование реализуется последовательным увеличением разноса питающей линии (AB) и измерением на каждом разносе кажущегося сопротивления — эффективного электроразведочного параметра, зависящего как  от распределения удельного электрического сопротивления в разрезе, так и от типа и разносов установки. При этом разнос приёмной линии остаётся постоянным или увеличивается по необходимости, когда измеряемая разность потенциалов становится слишком мала.
Вертикальное электрическое зондирование также выполняется бесконтактным способом —  при помощи источника переменного электрического тока и незаземлённой питающей линии.

## История метода и предпосылки
Предпосылками использования метода можно назвать его достаточно простую, если не сказать примитивную, теоретическую базу, а ещё большое распространение в природе горизонтально-слоистых геологических сред. Первое обеспечило сравнительное раннее появление метода — он был создан одним из первых в силу своей очевидности, второе — широкое применение и практическую пользу при поиске месторождений и залежей.

Пример трёхслойной горизонтально-слоистой модели среды. Пласты-слои имеют мощности h_{1}, h_{2}, h_{3}, удельные сопротивления ρ_{1}, ρ_{2}, ρ_{3}, поляризуемость P_{1}, P_{2}, P_{3}

Интерпретация данных ВЭЗ (а ещё ВЭЗ-ВП) осуществляется в рамках упомянутой горизонтально-слоистой модели. Каждый слой модели определяется набором свойств: мощность, удельное сопротивление и поляризуемость.
Из-за того, что грунт никогда не бывает идеально однородным, у него нет никакого постоянного электрического сопротивления, которое можно использовать в расчётах. Настоящее сопротивление можно измерить в одной точке, но если его же измерить совсем рядом, буквально в 10 метрах, оно уже наверняка будет близким, но другим. По этой причине измеряют так называемое «кажущееся сопротивление» (КС). Это величина сопротивления — некое среднее значение, которое бы имелось у данной породы, если бы она была однородной.
Даже в XXI веке, когда электронные технологии используются чуть ли не в самых грубых сферах человеческой деятельности, работа связанная с ВЭЗ по-прежнему остаётся по большей мере физической. Из оборудования используется источник тока (расположенный в автомобиле генератор постоянного тока, либо переменного тока невысокой частоты), огромные бухты электрического кабеля и примитивные металлические электроды (прочные штыри, которые забивают в грунт перед измерением). Дешёвый наёмный труд позволяет многократно вытаскивать из грунта питающие электроды, повторая операцию на большой территории и с увеличивающимся разносом.

## Общие сведения

Штриховыми кривыми обозначена условная траектория токовых линий. Глубинность исследования зависит от расстояния между питающими электродами: чем больше это расстояние, тем больше глубинность.

Цель метода — измерить кажущееся сопротивление в воображаемой точке О. Вблизи неё в грунт забивают два измерительных электрода (их называют приёмными). Между ними измеряют потенциал, сами электроды обозначают буквами M и N. Так как естественных электрических токов в грунте нет, то эти токи необходимо создать на время измерения искусственно — для этого на некотором расстоянии от точки измерения размещают ещё два электрода, которые соединяют с генератором электрического тока. Эти электроды называют питающими и обозначают буквами A и B. Часть тока, стекающего с них, «теряется» в породе из-за её сопротивления, а его величина как раз и влияет на потенциал, который снимают с электродом M и N.
Всю комбинацию электродов A, B, M, N, а также точки O, генератора тока и соединительных проводов называют установкой ВЭЗ. В данном случае слово «установка» по смыслу является синонимом к слову «прибор» или «оборудование».
Несмотря на кажущуюся грубость метода, его точности вполне хватает для практического использования, а глубинность исследования достаточно большая. Естественно, что ток будет стремиться в массе своей идти от электрода A к электроду B самым кратчайшим (в электрическом смысле слова) путём, но глубину его проникновения можно увеличивать, увеличивая расстояние между этими электродами.
Суть метода как раз и заключается в том, что возле точки О проводят несколько измерений подряд при различных расстояниях между питающими электродами AB. При первом из них электроды A и B стоят относительно близко к ней, при втором их вытаскивают и относят дальше, снова забивая в землю. Затем операция повторяется снова и снова, а максимальный разнос иногда может достигать многих километров! После завершения измерений точку О переносят в новое место и измерения повторяются.
При измерениях необходимо следить, чтобы соотношение между расстоянием AB и MN не было слишком большим (не более 20), в противном случае измеряемое на MN напряжение будет слишком маленьким и, как следствие, уровень помех будет слишком большим. Чтобы избежать этого, иногда увеличивают разнос MN.
Как правило, точка О является серединой установки, а приёмные и питающие электроды располагаются относительно неё симметрично. Такая установка называется симметричной. На рисунке схематично представлен принцип работы подобной установки. Существуют, однако, и другие схемы установок, в том числе и несимметричные.

## Теоретическое обоснование
Установки ВЭЗ не являются в полной мере взаимозаменяемыми. На практике это означает, что измерения, проведённые на некотором участке с помощью одной установки, будут отличаться от таких же, проведённых другой установкой. Тем не менее, существенных сложностей это не взывает, так как существует некое число, которое учитывает влияние установки на измерение. Его называют коэффициент установки, а рассчитывают геометрическим способом из размеров самой установки. Коэффициент установки определяется формулой:
{\displaystyle k={\frac {2\pi }{{\frac {1}{r_{AM}}}-{\frac {1}{r_{BM}}}-{\frac {1}{r_{AN}}}+{\frac {1}{r_{BN}}}}}}
где r — расстояние между электродами.
После вычисления коэффициента установки можно приступать к вычислению кажущегося сопротивления (ρк). На основании измерений, полученных ранее при разносе питающих электродов A и B, оно рассчитывается следующим образом:
{\displaystyle \rho _{k}=k{\frac {U_{MN}}{I_{AB}}}}
где k коэффициент установки, {\displaystyle {U_{MN}}} — разность потенциалов между электродами М и N, {\displaystyle {I_{AB}}} — ток в линии АВ.
Интерпретация полученных данных проводится на основании зависимости ρk(AB/2). Ранее при интерпретации применялись специальные палетки. Количество их было столь огромным, что из них составляли целые справочники. В настоящее время для обработки полевых данных используются компьютерные программы. Интерпретация проводится в ручном, полуавтоматическом и автоматическом режимах. Проблема учета частоты тока решена в ряде программ.
Электроды, используемые в приемной линии, часто сделаны из латунных или медных проводов. На контакте сред электрод-почва возникает двойной электрический слой, вследствие чего между приёмными электродами возникает ЭДС поляризации. ЭДС поляризации имеет небольшие значения порядка мкВ-мВ, однако может значительно влиять на точность измерений. Существуют различные методы компенсации или устранения искажений, связанных с этим эффектом.
Постоянный ток для измерений используется редко, в основном используют переменный ток низкой частоты. Такой подход позволяет использовать теорию расчета для постоянного тока и при этом получить ряд преимуществ:
- нет необходимости учитывать ЭДС поляризации электродов,
- появляется возможность фильтрации сигнала,
- позволяет использовать менее мощные источники для больших разносов.

Для того, чтобы избежать индуктивных наводок в приемную цепь и в землю, стремятся использовать переменный ток как можно меньшей частоты. В России применяют частоту 4,88 Гц и ниже.

## Бесплатное программное обеспечения для решения прямой и обратной задачи ВЭЗ
- Решение обратной задачи (английский)
- Бесплатная версия программы 1D инверсии
- Решение прямой задачи (русский)
- Описание решения прямой задачи ВЭЗ (русский)